# Longgang (Wenzhou)
Die Stadt Longgang (chinesisch 龙港市, Pinyin Lónggǎng Shì) ist eine kreisfreie Stadt der bezirksfreien Stadt Wenzhou in der Provinz Zhejiang der Volksrepublik China. Sie hat eine Fläche von 149,5 Quadratkilometern und 464.695 Einwohner (Stand: Zensus 2020).